# Чаша (съзвездие)
Чаша е съзвездие в северното полукълбо. То е едно от 88-те съвременни съзвездия и също така едно от 48-те класифицирани от Птолемей. То символизира чашата на Аполон. В него няма звезди от четвърта величина.